# Новгородова Катерина Інокентіївна
Катерина Інокентіївна Новгородова (13 квітня 1929, с. Китанах, Чурапчинский улус, Якутська АРСР — 25 лютого 2024) — агроном-овочівник колгоспу імені Леніна Мегіно-Кангаласького району Якутської АРСР. Заслужений агроном Російської Федерації. Герой Соціалістичної Праці (1973).

## Біографія
Народилася 13 квітня 1929 року в селі Китанах Чурапчинського улусу Якутській АРСР в селянській родині.
З раннього дитинства працювала в колгоспі.
У 1948 році призначена секретарем Китанахської наслежної ради, потім — інструктором Чурапчинської райради.
В 1955 році закінчила сільськогосподарську школу керівних кадрів в Якутську. Отримавши диплом агронома, працювала бригадиром комплексної бригади в Чурапчинському улусі.
З 1957 року — молодший агроном колгоспу імені Леніна в Мегіно-Кангалаському районі, потім більше 30 років керувала овочівною бригадою господарства.
Бригада овочівників, вміло керована Новгородовою К. І., в роки п'ятирічок домоглася високих виробничих результатів.
Указом Президії Верховної Ради СРСР від 11 грудня 1973 року за високі виробничі показники по вирощуванню овочів бригадирові овочівної бригади радгоспу імені Леніна Мегіно-Кангаласького району Новгородовій Катерині Інокентівні присвоєно високе звання Героя Соціалістичної Праці.
Депутат Ради Союзу Верховної Ради СРСР 8-11 скликань (1970—1989) від Якутській АРСР.
Проживала в Якутську.
Померла 25 лютого 2024 року.

## Нагороди та звання
- Герой Соціалістичної Праці (1973)
- Орден Леніна (1973)
- Орден Жовтневої Революції (1982)
- Орден Трудового Червоного Прапора (1966)
- Заслужений агроном Російської Федерації
- Знак «Відмінник народної освіти УРСР»
- Знак ЦК ВЛКСМ імені Аркадія Гайдара
- Почесний громадянин Республіки Саха (Якутія) (1999)[6]
- Почесний громадянин Мегіно-Кангаласького улусу (1987)[7]
- Почесний громадянин Чурапчинського улусу (1999)[8]
- Почесний громадянин Хаптагайського наслега

## Пам'ять
Ім'я Героя Соціалістичної Праці К. І. Новгородової увічнене на меморіальній плиті, встановленій на будинку Міністерства сільського господарства в Якутську (2012)